# Dub nad Moravou
Dub nad Moravou (niem. Dub an der March) – miasteczko (městys) i gmina (obec) w Czechach, w kraju ołomunieckim, w powiecie Ołomuniec. W 2022 roku liczyła 1604 mieszkańców.
Przez miejscowość przepływa rzeka Morawa. Pierwsza wzmianka o miejscowości pochodzi z 1131 roku. 10 października 2006 gmina odzyskała status miasteczka.